# 盧奇齊
51°39′10″N 24°34′56″E / 51.65278°N 24.58222°E
盧奇齊（烏克蘭語：Лучичі），是烏克蘭的村落，位於該國西部沃倫州，由科韋利區負責管轄，始建於1856年，面積1.66平方公里，海拔高度155米，2001年人口706，人口密度每平方公里425.3人。